# 장충웨
장충웨(중국어 간체자: 张琼月, 정체자: 張瓊月, 병음: Huáng Yǔtíng, 한자음: 장경월, 2004년 3월 12일~)는 중화인민공화국의 사격 선수로 주 종목은 소총이다. 2024년 하계 올림픽 50m 소총 3자세 종목에서 동메달을 획득했다.